# الحجرة (فرع العدين)

تعديل مصدري - تعديل

الحجرة محلة تابعة لقرية الكدرة، التابعة لعزلة الاخماس بمديرية فرع العدين إحدى مديريات محافظة إب في الجمهورية اليمنية، بلغ تعداد سكانها 48 حسب تعداد اليمن لعام 2004.